# Rednex
Rednex — шведская кантри-поп-группа. Главной особенностью стиля этой группы является смесь европейской танцевальной музыки и ритмов американского кантри. Первый же сингл Rednex — Cotton-Eye Joe, вышедший в 1994 году, стал очень популярен и завоевал первые строчки чартов. Второй и третий синглы — Old Pop in an Oak и Wish You Were Here — стали также довольно известными по всей Европе. В 2000 году вышел очередной хит Rednex — сингл «The Spirit of the Hawk». Эта композиция продержалась рекордные 25 недель на первом месте в германском чарте. В том же году вышел сингл «Hold Me for a While» достигший первой строчки во многих мировых чартах.
По состоянию на январь 2001 года группа состояла из солистки Скарлет (Джули-Энн Талли, ранее известной как Жюль Талли из Dreamhouse) из Англии, а также трех мужчин-участников Даггера (Андерс Сандберг) из Швеции, Джо Кэгга (Рой ван der Haagen) и Джей Ли (Жан-Поль Энгельн) из Нидерландов. Это был первый раз, когда группа не была полностью шведской. В 2001 году был выпущен сингл "The Chase" - первый сингл с их первого сборника 2002 года The Best of the West, который попал в чарты Германии и Швейцарии. В 2002 году был выпущен второй и последний сингл с альбома, переработанный ремикс 2002 года на "Cotton Eye Joe", который вошел в топ-30 в Австрии.
В 2003 году двух голландцев ван дер Хаагена и Энгельна заменили Эйс Рэткло (Тор Пентен) из Швеции и Бонедастер Крок (Бьорн Шеффлер) из Германии. В октябре 2004 года Талли ушел из группы.
В 2006 году первоначальная вокалистка Юнгберг вернулась в группу на замену Талли. Ей были переданы исключительные права на лицензию на торговую марку Rednex до 1 января 2009 года. В этот период внимание группы сместилось в сторону Скандинавии. В январе 2005 года Юнгберг уволила Шеффлера, заменив его своим мужем Снейком (Йенс Силсьо). В 2006 году Сандберг также был уволен и заменен Мавериком (Андерс Лундстрем). Четыре бывших участника, Шеффлер и Сандберг, вместе с Талли и ван дер Хаагеном (а позже в апреле 2007 года к ним присоединился Пентен), также бывший участник Rednex, начали гастролировать под названием «Rednex Tribute».
Сосредоточившись на концертах в Скандинавии, группа Rednex выступила на чемпионате мира по легкой атлетике ИААФ 2005 года в Хельсинки. 11 марта 2006 года Rednex вошли с песней «Mama, Take Me Home» в полуфинал 4 шведского Melodifestivalen в Гётеборге.

### 2009–2011: Второй уход Юнгберга
1 января 2009 года, после истечения срока действия лицензии Юнгберга на управление, контроль над брендом Rednex вернулся к основателям группы. Оставшийся персонал Rednex Юнгберг, Лундстрем и Сильсьо были уволены вернувшимся руководством и были заменены членами «Rednex Tribute» (Талли, Сандберг, Пентен и ван дер Хааген) – бывшими официальными лица Rednex. Это был второй раз, когда весь состав сменился одновременно.
В январе 2010 года Rednex выпустила новый сингл "Devil's On The Loose" в сотрудничестве с The Pirate Bay для бесплатного и легального скачивания по всему миру.

## Состав группы
С момента образования Rednex в группе участвовало 15 музыкантов, однако на сегодняшний день осталось всего четыре участника:
- Ace Ratclaw
- Joe Cagg
- Dakotah
- Dagger

## Дискография

### Альбомы
| Год  | Альбом        | Швеция | Австрия | Бельгия | Финляндия | Нидерланды | Новая Зеландия | Норвегия | Швейцария |
| ---- | ------------- | ------ | ------- | ------- | --------- | ---------- | -------------- | -------- | --------- |
| 1995 | Sex & Violins | 3      | 2       | 20      | 14        | 27         | 21             | 2        | 1         |
| 2000 | Farm Out      | 60     | 34      | -       | -         | -          | -              | -        | 16        |

### Сборники
- The Best of the West (2003)

### Синглы
| Год  | Single                     | Швеция | Австралия | Австрия | Бельгия | Финляндия | Франция | Германия | Нидерл. | Новая Зеландия | Норв. | Швейц. | Европа | Брит. | США |
| ---- | -------------------------- | ------ | --------- | ------- | ------- | --------- | ------- | -------- | ------- | -------------- | ----- | ------ | ------ | ----- | --- |
| 1994 | «Cotton Eye Joe»           | 1      | 8         | 1       | -       | -         | 10      | 1        | 1       | 1              | 1     | 1      | -      | 1     | 25  |
| 1994 | «Old Pop in an Oak»        | 1      | 70        | 1       | 32      | -         | 50      | 2        | 11      | 7              | 1     | 2      | -      | 12    | -   |
| 1995 | «Wish You Were Here»       | 3      | -         | 1       | 25      | -         | -       | 1        | 26      | -              | 1     | 1      | -      | -     | -   |
| 1995 | «Wild 'N Free»             | 37     | -         | 12      | -       | 11        | -       | 18       | -       | -              | -     | 24     | -      | 55    | -   |
| 1995 | «Rolling Home»             | 32     | -         | 18      | -       | -         | -       | -        | -       | -              | -     | -      | -      | -     | -   |
| 1997 | «Riding Alone»             | -      | -         | -       | -       | -         | -       | -        | -       | -              | -     | -      | -      | -     | -   |
| 1999 | «The Way I Mate»           | 7      | 72        | 22      | -       | -         | -       | -        | 58      | -              | -     | 37     | -      | -     | -   |
| 2000 | «The Spirit of the Hawk»   | 10     | -         | 1       | -       | -         | -       | 1        | 78      | -              | -     | 3      | -      | -     | -   |
| 2000 | «Hold Me for a While»      | -      | -         | 16      | -       | -         | -       | -        | -       | -              | -     | 19     | -      | -     | -   |
| 2001 | «The Chase»                | -      | -         | 44      | -       | -         | -       | -        | -       | -              | -     | 54     | -      | -     | -   |
| 2002 | «Cotton Eye Joe 2002»      | -      | 81        | 32      | -       | -         | -       | -        | -       | -              | -     | -      | -      | -     | -   |
| 2006 | «Mama Take Me Home»        | 3      | -         | -       | -       | -         | -       | -        | -       | -              | -     | -      | -      | -     | -   |
| 2006 | «Fe Fi (The Old Man Died)» | 4      | -         | -       | -       | -         | -       | -        | -       | -              | -     | -      | 61     | -     | -   |
| 2007 | «Well-O-Wee»               | -      | -         | -       | -       | -         | -       | -        | -       | -              | -     | -      | -      | -     | -   |
| 2007 | «Anyway You Want Me»       | 8      | -         | -       | -       | -         | -       | -        | -       | -              | -     | -      | -      | -     | -   |
| 2007 | «Looking for a Star»       | 4      | -         | -       | -       | -         | -       | -        | -       | -              | -     | -      | -      | -     | -   |
| 2008 | «Railroad, Railroad»       | -      | -         | -       | -       | -         | -       | -        | -       | -              | -     | -      | -      | -     | -   |
| 2008 | «Football Is Our Religion» | 1      | -         | -       | -       | -         | -       | -        | -       | -              | -     | -      | -      | -     | -   |
| 2009 | «Devil's On The Loose»     | -      | -         | -       | -       | -         | -       | -        | -       | -              | -     | -      | -      | -     | -   |